# Selektivmessung
Unter Selektivmessung versteht man in der Fotografie eine Art der Belichtungsmessung, bei der nur ein Teil des Bildes erfasst wird (typischerweise weniger als 10 % des Bildes). Wird der Bereich des Selektivmessung sehr klein gehalten, spricht man von Spotmessung.
Die Selektivmessung kann dazu dienen:
- die Belichtung auf Grund eines kleinen Teiles des Bildes zu bestimmen oder
- den Motivkontrast durch die Messung mehrerer Stellen (helle und dunkle Bereiche) zu erfassen.